# The Juggernaut
The Juggernaut er en amerikansk stumfilm fra 1915 af Ralph W. Ince.

## Medvirkende
- Anita Stewart som Viola Hardin / Louise.
- Earle Williams som John Ballard.
- Julia Swayne Gordon som Mrs. Ruskin.
- William R. Dunn som Phillip Hardin.
- Frank Currier som James Hardin.